# Derefunda acuminata
Derefunda acuminata är en insektsart som beskrevs av Chou och Wang 1985. Derefunda acuminata ingår i släktet Derefunda och familjen vedstritar. Inga underarter finns listade i Catalogue of Life.